# Вуппер у Радеформвальда
Вуппер у Радеформвальда (нем. Wupper bei Radevormwald) — природоохранная территория площадью 121 га. Расположена на территории города Радеформвальд в земле Северный Рейн-Вестфалия (Германия). Дата основания — 3 января 2005 года. Протягивается вдоль реки Вуппер. Её восточной границей является земельная дорога L 414.

## Описание
Природоохранная территория «Вуппер у Радеформвальда» находится в пределах города Радеформвальд в районе Обербергиш. На севере граничит с Байенбургом и простирается на юг узкой полосой вдоль Вуппера до Кребзёге. Вуппер течет с юга на север и относительно сильно извивается. На нескольких участках река сильно выпрямлена и сужена, в результате чего скорость течения относительно высока. Русло реки характеризуются щебнисто-песчаными и илистыми участками с разной глубиной.
По берегам характерны заросли кустарников, на небольших территориях имеются участки почти естественных высокотравных или влажно-мокрых лугов. Местами встречаются старые полуразрушенные бетонные поперечные конструкции. Небольшая плотина перекрывает реку в югу от Дальхаузена. Здесь, вплоть до Вильгельмшталя, образовался широкий участок с медленным течением, с плоскими илистыми берегами, небольшими естественными островами и валежником в воде.
Горные склоны, прилегающие к Вупперу, заняты рощами смешанных буково-дубовых и дубово-буковых лесов, а также дубовыми и еловыми участками леса. В лиственных породах присутствует старая и мёртвая древесина. Изредка встречаются сравнительно небольшие аллювиальные леса из черной ольхи.
Важность этого района обусловлена относительно естественным течением реки Вуппер с соответствующими прибрежными лесами и опушками, а также естественными лесами. Как природоохранная, территория имеет международное значение в биотопной сети. Часть территории относится к обширной заповедной области Евросоюза «FFH wupper» к востоку от Вупперталя.

## Флора
На охраняемой территории выявлено 82 представителя местной флоры, среди них: белокопытник гибридный, бересклет европейский, берёза повислая, бодяк болотный, борщевик обыкновенный, боярышник однопестичный, бузина чёрная, бук европейский, бук европейский пурпурный (кровавый) (Fagus sylvatica fo. purpurea), бухарник шерстистый, василёк луговой, вейник наземный, вербейник монетный, вербейник обыкновенный, вереск, граб обыкновенный, дуб скальный, дуб черешчатый, дудник лесной, ежевика, ель обыкновенная, жимолость вьющаяся, змеевик большой, ива белая, ива ушастая, калужница болотная, канареечник тростниковидный, кислица обыкновенная, клён белый, клён остролистный, клён полевой, колокольчик рапунцель, кочедыжник женский, крапива двудомная, лещина обыкновенная, лиственница европейская, луговик дернистый, луговик извилистый, лютик едкий, лядвенец болотный, лядвенец рогатый, молиния голубая, наперстянка пурпурная, недотрога желёзконосная, недотрога обыкновенная, ожика волосистая, ожика ожиковидная, ожика равнинная, ольха чёрная, орляк обыкновенный, осока заячья, осока раздвинутая, падуб остролистный, пазник, пижма обыкновенная, плевел многолетний,  подмаренник цепкий, подорожник ланцетолистный, политрихум красивый, посконник коноплёвый, райграс высокий, ракитник венечный, рейнутрия японская, рябина обыкновенная, селезёночник, сердечник горький, ситник развесистый, смородина колосистая, сныть обыкновенная, сосна обыкновенная, таволга вязолистная, тёрн, черешня, черника, чесночница черешчатая, чистец лесной, щавель воробьиный, щавель кислый, щитовник картузианский, щитовник мужской, щитовник широкий, ясень обыкновенный.

## Цели и направления природоохранной деятельности[6]
- Сохранение и развитие территории.[6]
- Демонтаж поперечных бетонный конструкций.[6]
- Там, где это возможно, восстановление спрямлённых и застроенных участки Вуппера.[6]
- Замена искусственных еловых насаждений на естественные леса.[6]
- Сохранение и расширение незастроенных участки земли.[6]

## Путь Иакова
По природоохранной территории проложен международный паломнический маркированный маршрут «Путь Иакова». Здесь паломники преодолевают крутой километровый подъём по тропе от Вуппера к поселению Обердаль. Также здесь промаркированы несколько туристских пешеходных маршрутов.

## Галерея

Виды природоохранной территории
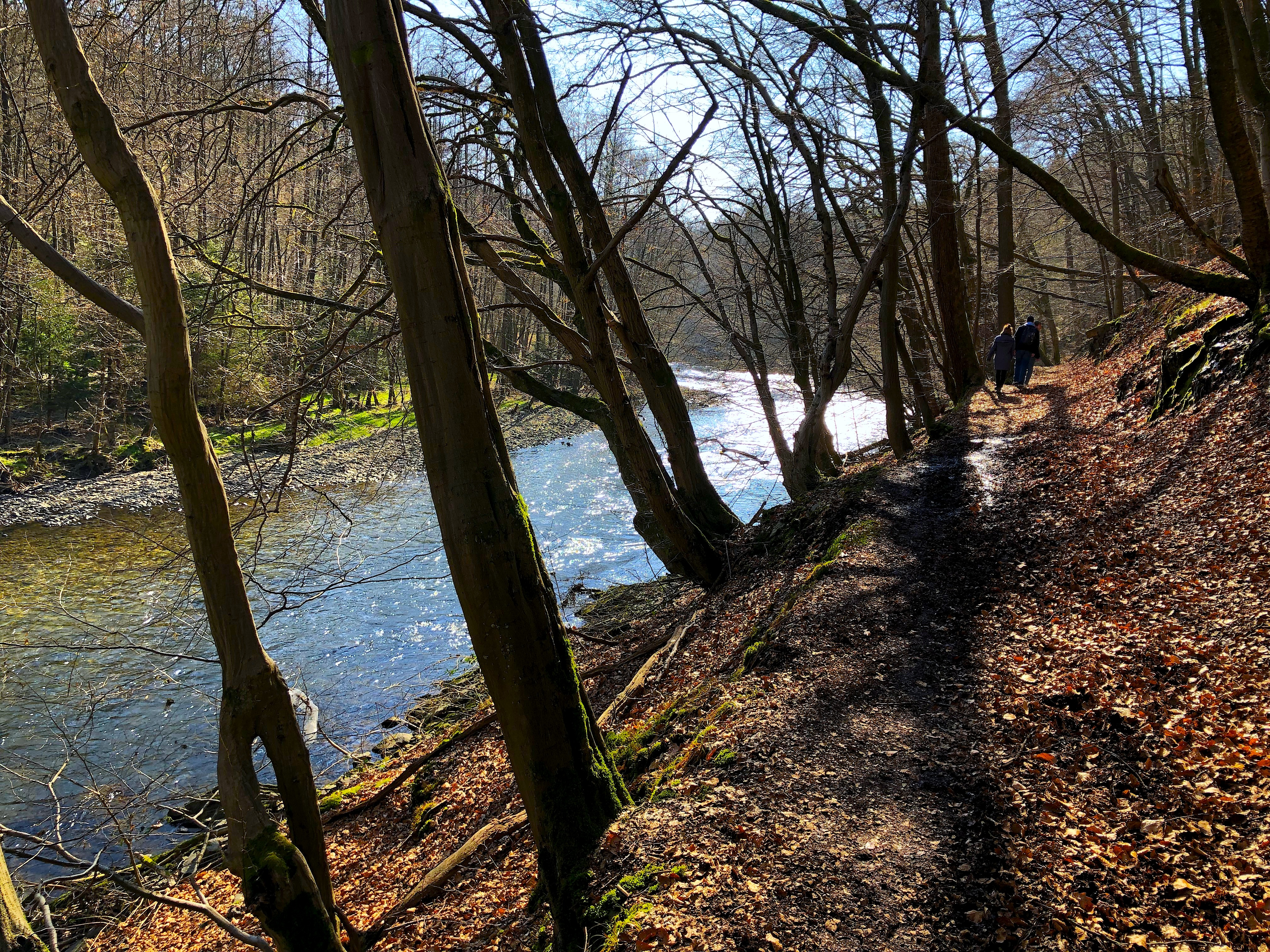
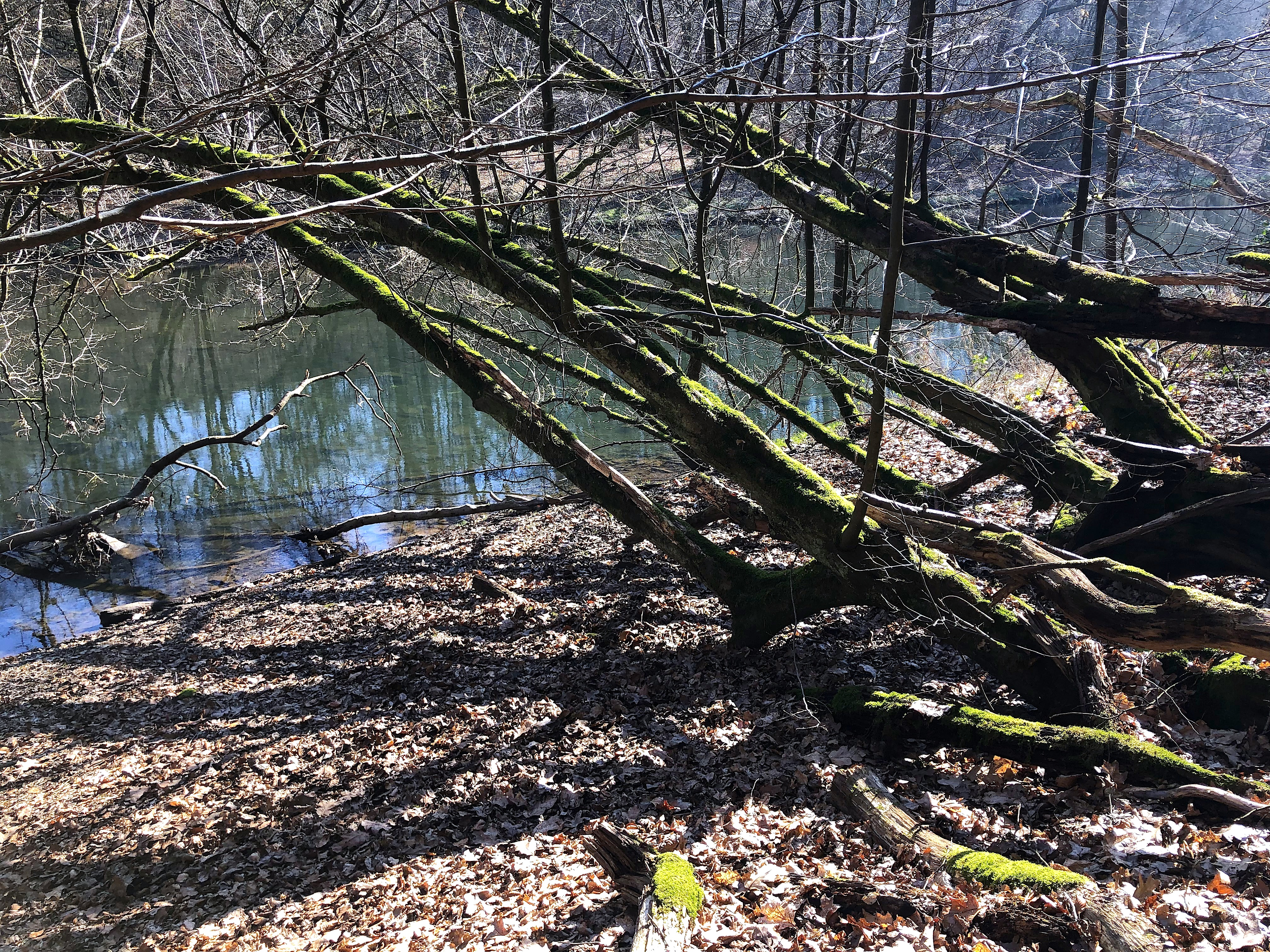
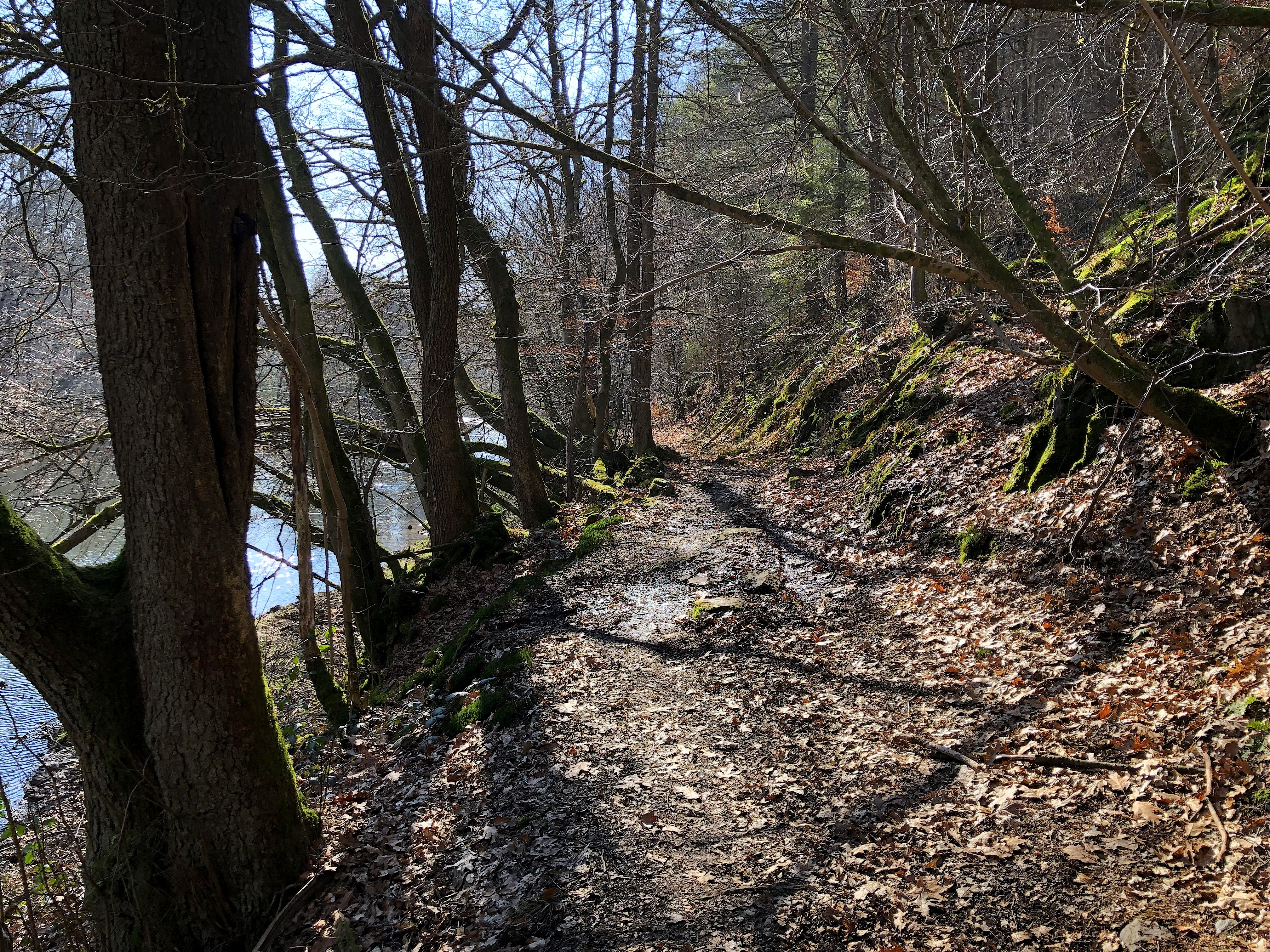
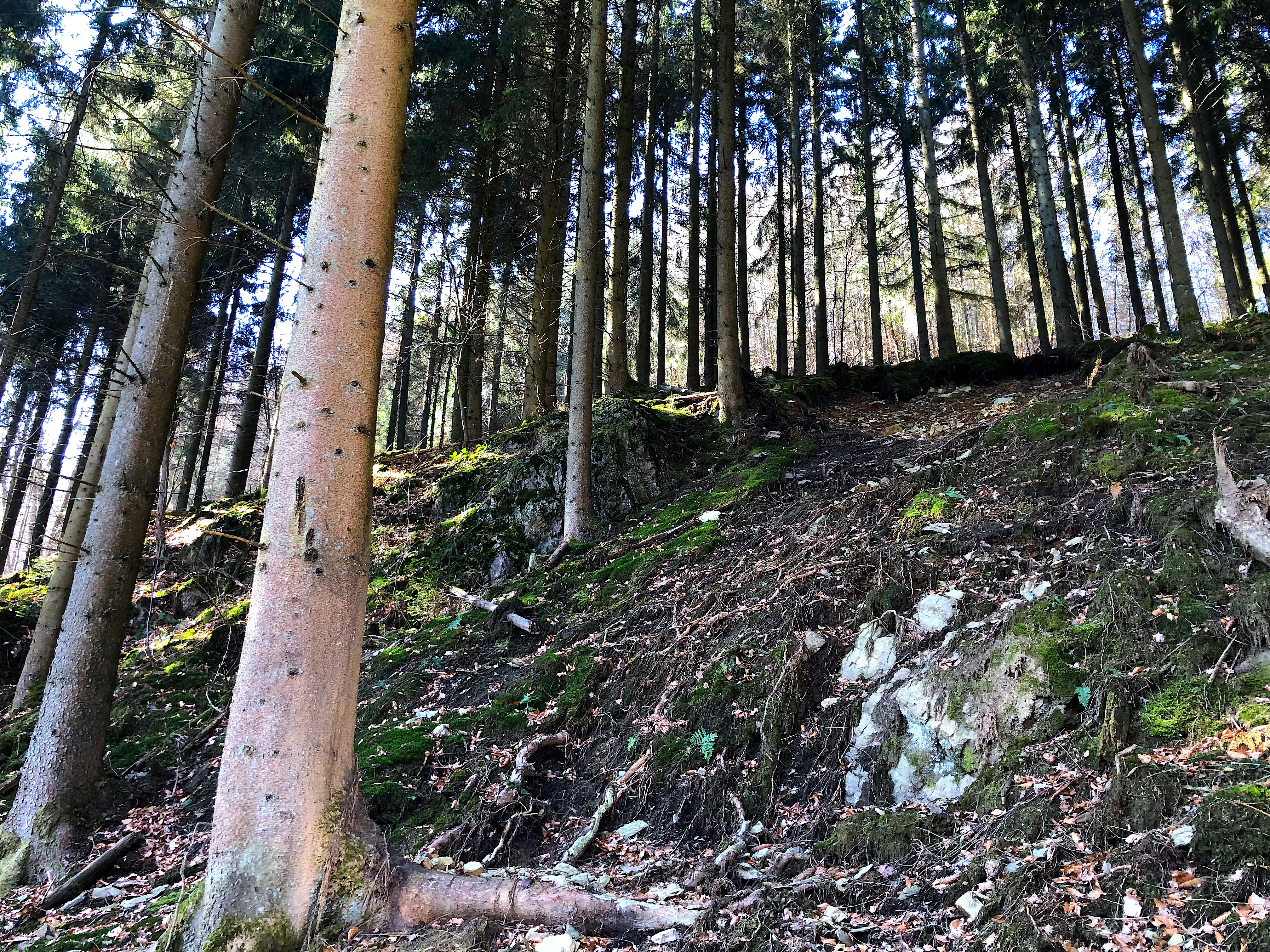
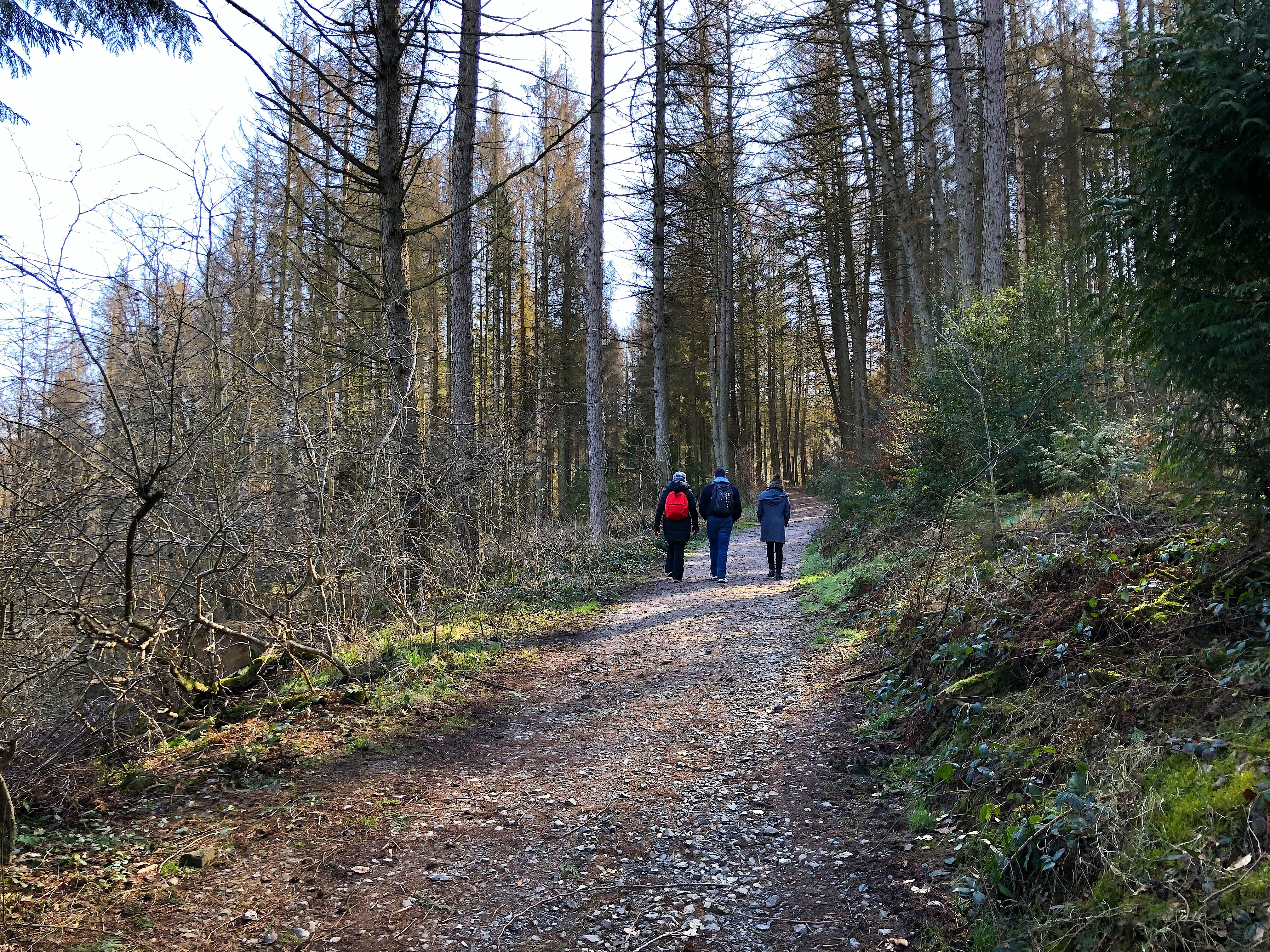
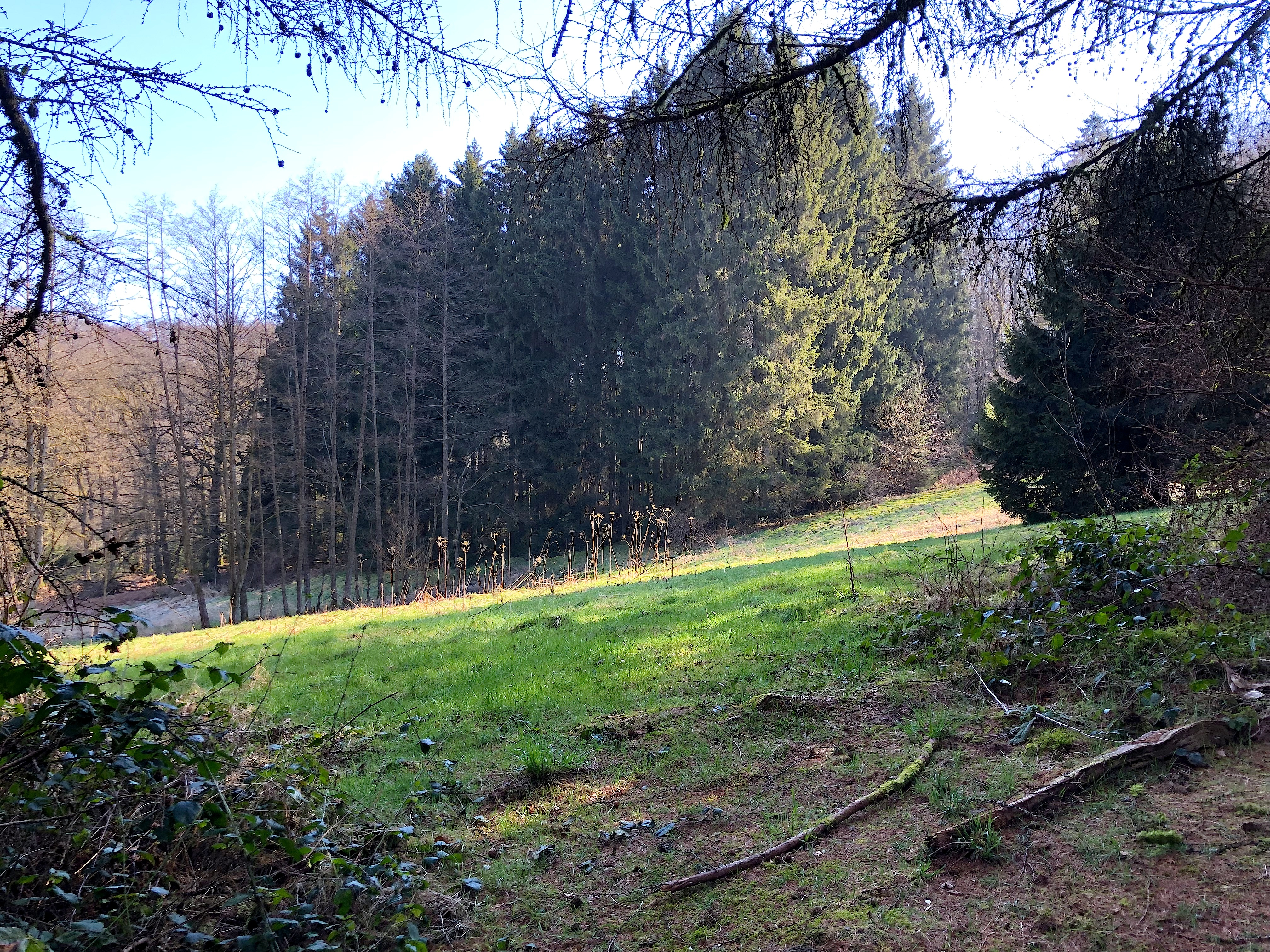
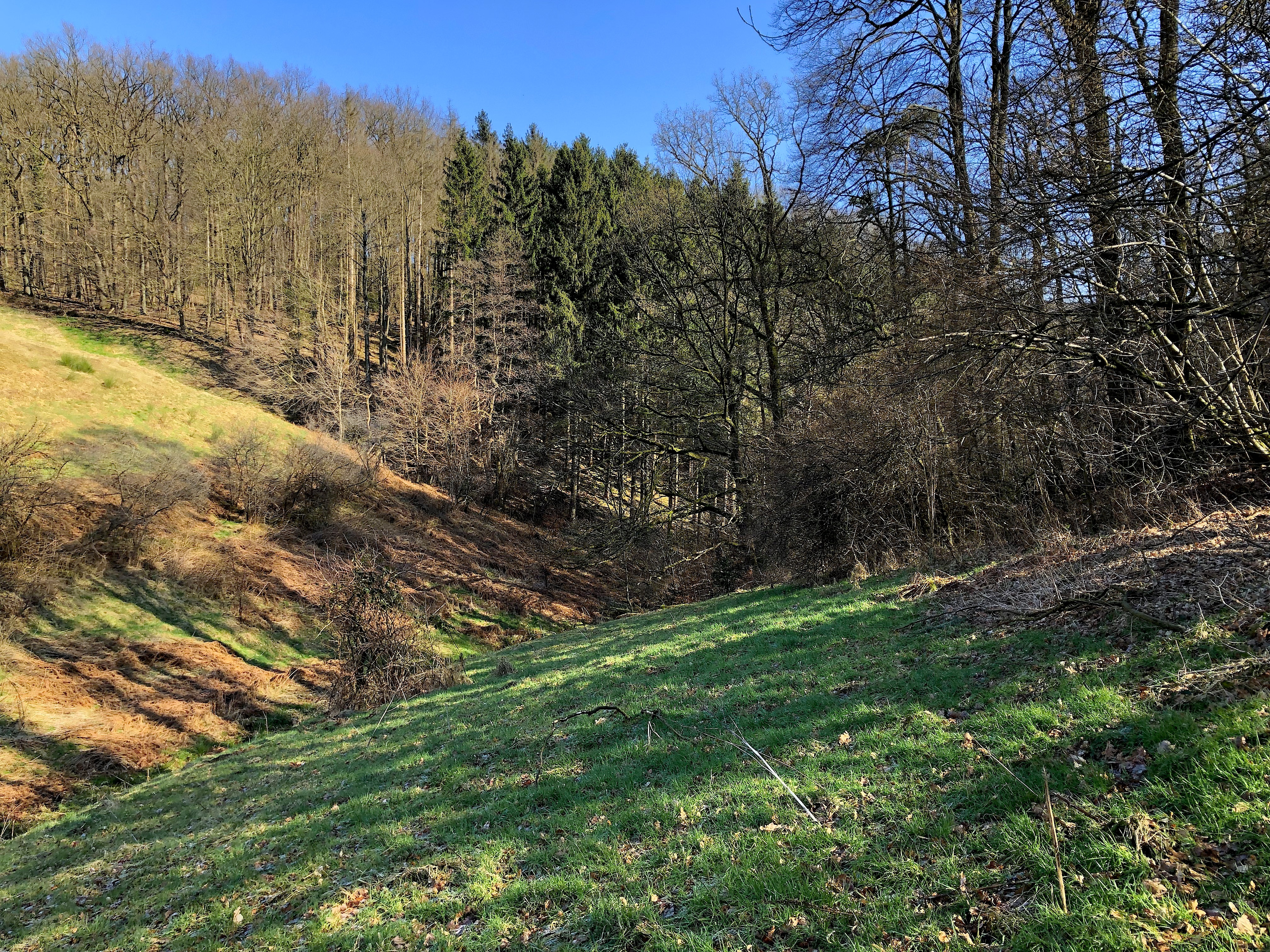